# Emoční upír

Zatímco normální upířy sají krev, emoční upír vysává emoce

Emoční upír je termín, který se používá v psychologii. Označuje člověka, který z ostatních lidí vysává energii tím, že vyvolává napětí, konflikty, vytváří dramata nebo a neustále si stěžuje, aniž by samostatně hledal řešení svých problémů a potíží. Jeho přítomnost ostatní vyčerpává, protože okolí nutí řešit jeho problémy a zároveň vám žádnou energii nevrací. Nejhorší je, že emoční upír často ani neuvědomuje, jak toxický je pro své okolí.
Emoční upíři často manipulují, aby udrželi pozornost a kontrolu nad ostatními. V rozhovorech překypují negativitou a snaží se posluchače zatáhnout do svých problémů, čímž vyčerpávají ostatní na psychické i emocionální úrovni. Jejich chování není náhodné. Často sami trpí vnitřními nejistotami a nedostatkem sebevědomí, což maskují právě tím, že vysávají energii druhých.
Emoční upíři se neomezují jen na osobní vztahy. Jejich vliv může pronikat i do pracovního prostředí. V kolektivu se často projevují jako neustálí stěžovatelé nebo manipulátoři, kteří zneužívají ochoty pomoci. Díky své schopnosti vyvolat v ostatních pocit viny nebo zodpovědnosti dokážou efektivně ovládnout dynamiku týmu a získat výhody na úkor ostatních. Jejich chování může vést k celkovému poklesu morálky a produktivity, protože ostatní se začnou vyhýbat konfliktům a přizpůsobují se jejich potřebám, což dlouhodobě podkopává zdravé pracovní prostředí.